# Личвилл (Арканзас)
Личвилл (англ. Leachville) — город, расположенный в округе Миссисипи (штат Арканзас, США) с населением в 1981 человек по статистическим данным переписи 2000 года.

## География
По данным Бюро переписи населения США Личвилл имеет общую площадь в 4,92 квадратных километров, водных ресурсов в черте населённого пункта не имеется.
Город Личвилл расположен на высоте 73 метра над уровнем моря.

## Демография
По данным переписи населения 2000 года в Личвилле проживал 1981 человек, 549 семей, насчитывалось 788 домашних хозяйств и 866 жилых домов. Средняя плотность населения составляла около 412,7 человек на один квадратный километр. Расовый состав Личвилла по данным переписи распределился следующим образом: 92,88 % белых, 1,41 % — чёрных или афроамериканцев, 0,30 % — коренных американцев, 0,20 % — азиатов, 1,16 % — представителей смешанных рас, 4,04 % — других народностей. Испаноговорящие составили 9,54 % от всех жителей города.
Из 788 домашних хозяйств в 32,0 % — воспитывали детей в возрасте до 18 лет, 56,6 % представляли собой совместно проживающие супружеские пары, в 10,2 % семей женщины проживали без мужей, 30,3 % не имели семей. 27,5 % от общего числа семей на момент переписи жили самостоятельно, при этом 16,5 % составили одинокие пожилые люди в возрасте 65 лет и старше. Средний размер домашнего хозяйства составил 2,51 человек, а средний размер семьи — 3,07 человек.
Население города по возрастному диапазону по данным переписи 2000 года распределилось следующим образом: 27,3 % — жители младше 18 лет, 8,2 % — между 18 и 24 годами, 27,1 % — от 25 до 44 лет, 22,0 % — от 45 до 64 лет и 15,4 % — в возрасте 65 лет и старше. Средний возраст жителей составил 36 лет. На каждые 100 женщин в Личвилле приходилось 93,3 мужчин, при этом на каждые сто женщин 18 лет и старше приходилось 87,6 мужчин также старше 18 лет.
Средний доход на одно домашнее хозяйство в городе составил 25 789 долларов США, а средний доход на одну семью — 32 574 доллара. При этом мужчины имели средний доход в 26 792 доллара США в год против 17 083 доллара среднегодового дохода у женщин. Доход на душу населения в городе составил 15 360 долларов в год. 12,4 % от всего числа семей в населённом пункте и 17,3 % от всей численности населения находилось на момент переписи населения за чертой бедности, при этом 19,9 % из них были моложе 18 лет и 16,9 % — в возрасте 65 лет и старше.